# Magdelín Martínez
Magdelín Martínez (ur. 10 lutego 1976 w Camagüey) – włoska lekkoatletka pochodzenia kubańskiego specjalizująca się w trójskoku, brązowa medalistka mistrzostw świata w Paryżu w 2003 roku. W 2005 roku na Halowych Mistrzostwach Europy rozegranych w Madrycie zdobyła srebrny medal.

## Życiorys
Urodziła się i wychowała na Kubie, i to w jej barwach rozpoczynała lekkoatletyczną karierę, zdobywając m.in. brązowy medal Igrzysk Panamerykańskich (Winnipeg 1999). Od 2001 reprezentuje Włochy odnosząc wiele międzynarodowych sukcesów, już w pierwszym roku występów jako Włoszka była 4. na Mistrzostwach Świata (Edmonton 2001). W 2003 była 2. podczas Superligi Pucharu Europy oraz wywalczyła brąz Mistrzostw Świata. W 2005 była druga na Halowych Mistrzostwach Europy oraz 3.  podczas Superligi Pucharu Europy. Dwukrotnie brała udział w Igrzyskach Olimpijskich (Ateny 2004, Pekin 2008), bardziej udany był start w Atenach w 2004 kiedy to Martínez uplasowała się na 7. pozycji w finałowym konkursie trójskoku.

## Rekordy życiowe
- trójskok – 15.03 (2004) Rekord Włoch
- trójskok (hala) – 14.81 (2004) Rekord Włoch